# Tricholoba trisignata
Tricholoba trisignata är en fjärilsart som beskrevs av Embrik Strand 1911. Tricholoba trisignata ingår i släktet Tricholoba och familjen tandspinnare. Inga underarter finns listade i Catalogue of Life.